# Mundra
Mundra es una ciudad de India en el distrito de Kutch en el estado  de Guyarat. Tenía una población de 20 338 hab. en 2011. Está ubicada al noroeste del estado, sobre la costa del golfo de Kutch, mar Arábigo.

## Historia
Mundra fue construida en 1728 sobre las ruinas de una antigua ciudad, y a finales del siglo XVIII contaba con una población de 1200 hab. Hacia finales de dicho siglo, se sabe que había un cuantioso comercio con ciudades como Bombay, Kathiawar, Khambhat o Surat.
El puerto de Mundra comenzó a funcionar en 1994, lo que llevó aparejado un rápido crecimiento de la población. Durante el terremoto que afectó al estado de Guyarat causando grandes devastaciones en 2001, Mundra no se vio afectada.

## Lugares de interés

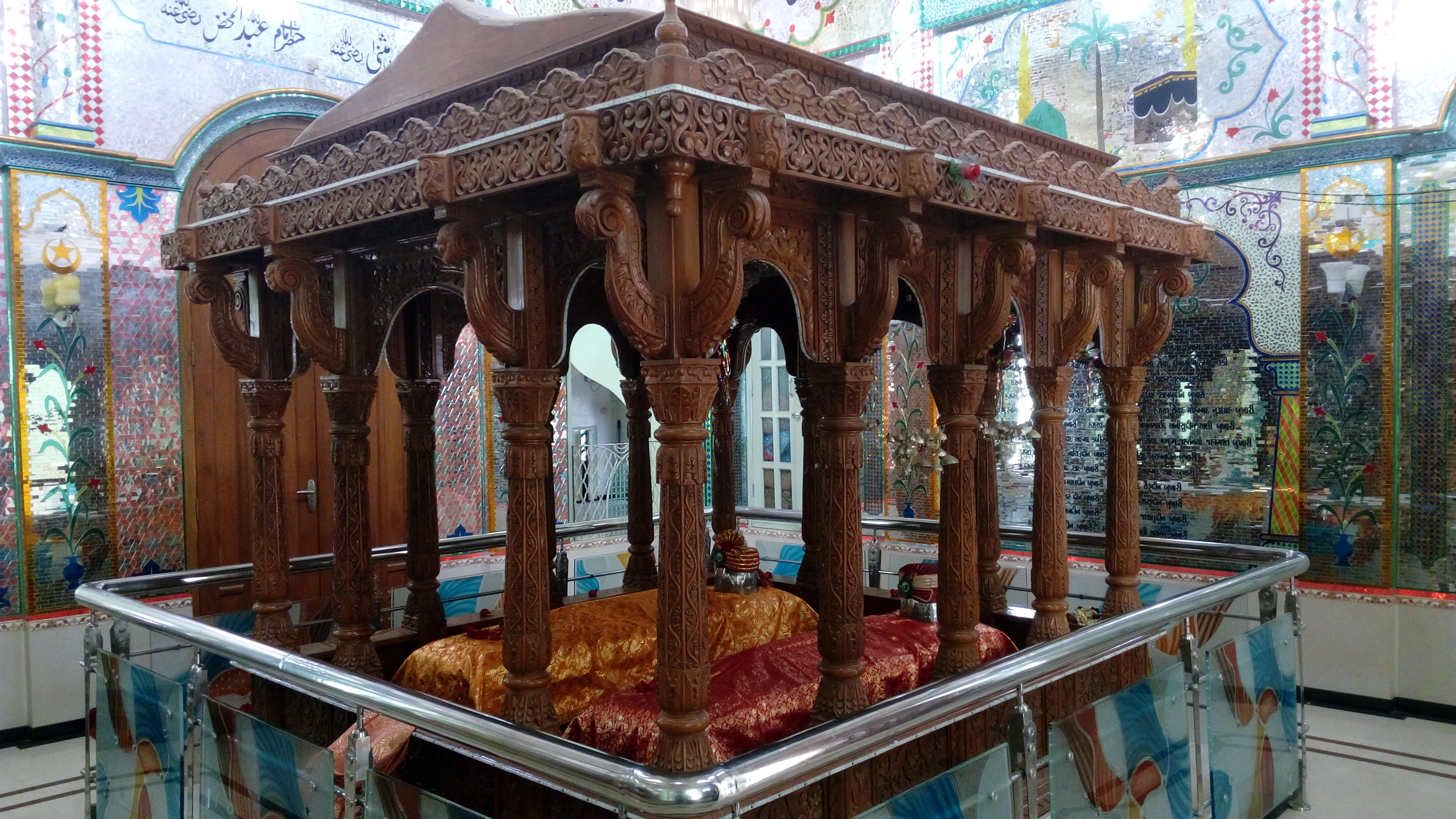
Bukhari
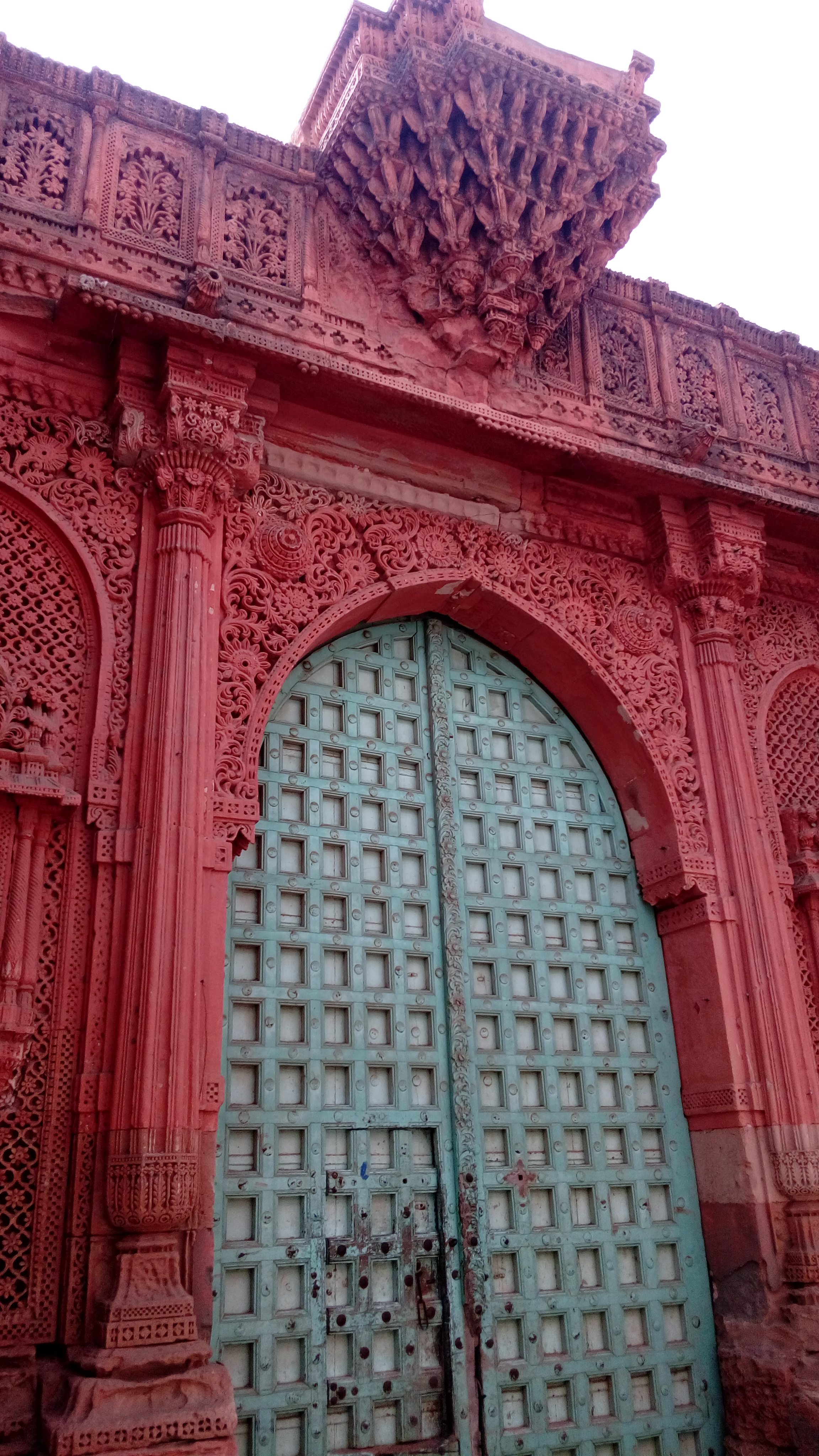
Puerta de Bukhari
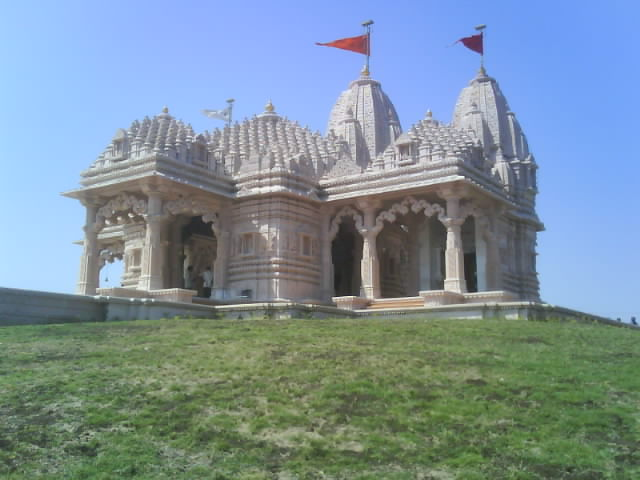
Shiv Mandir
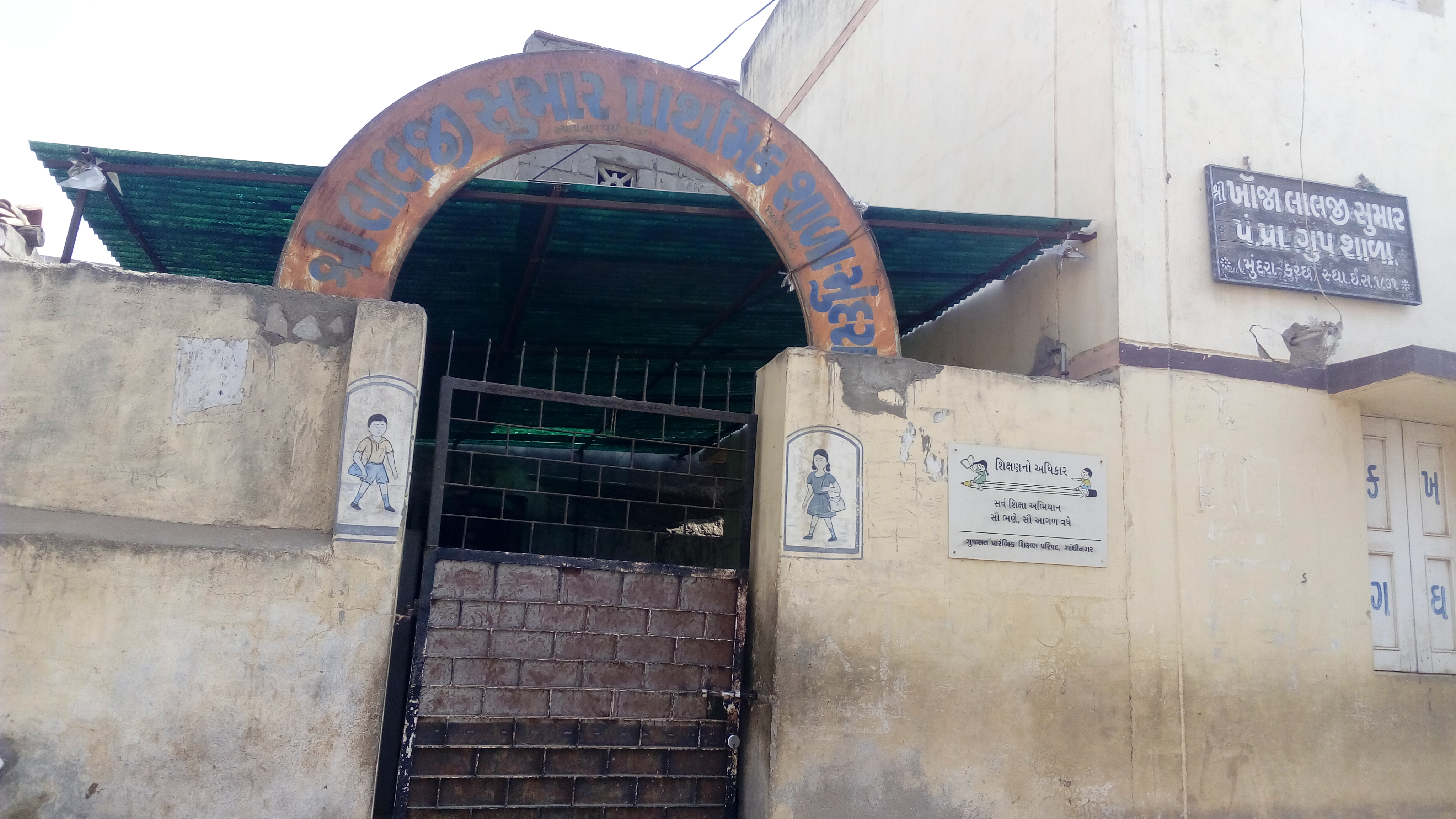
Escuela
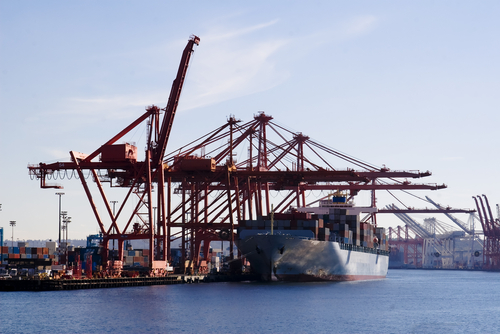
Puerto
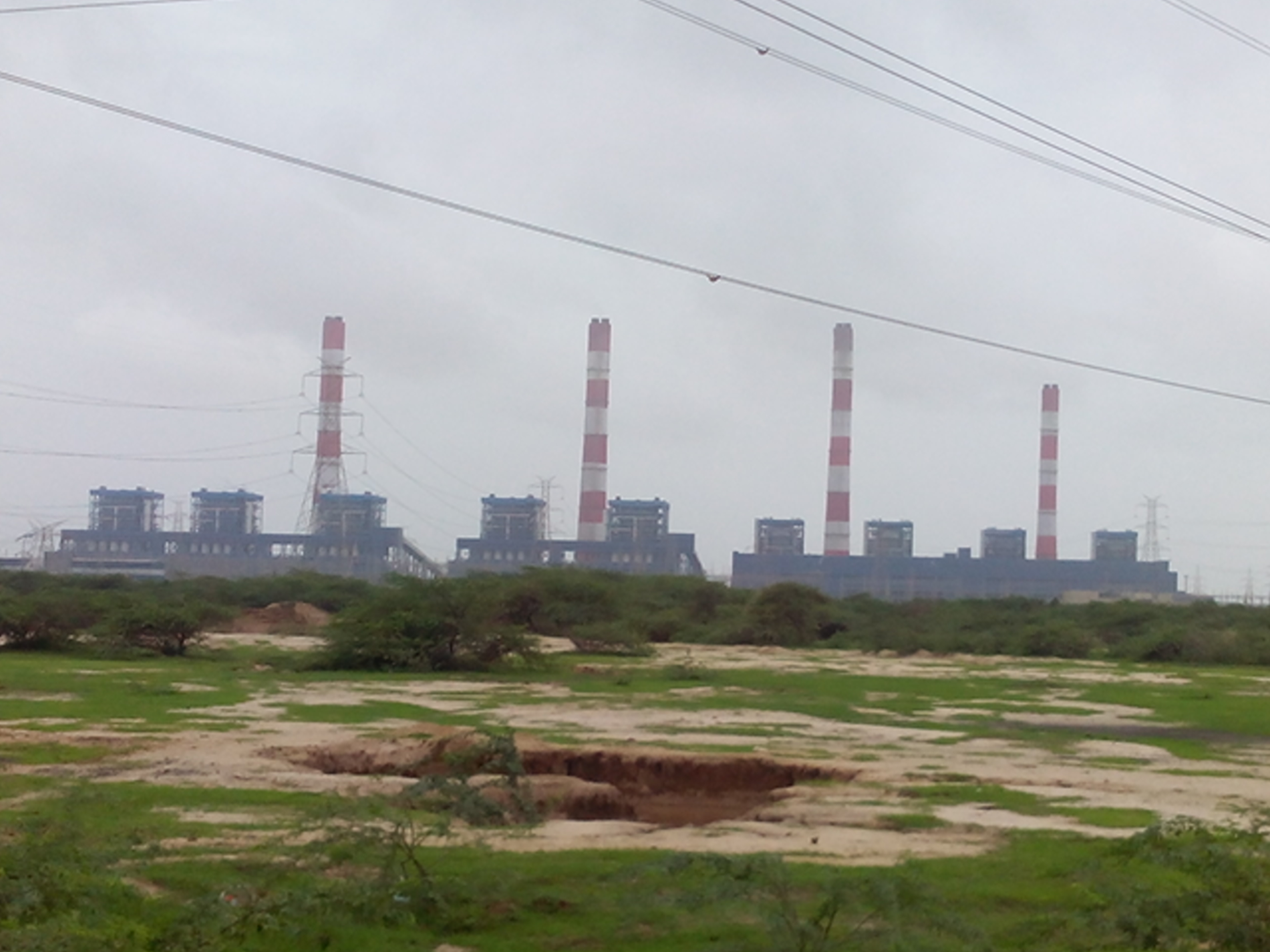
Estación térmica